# Coupe de l'IHF féminine 1981-1982
Navigation
Coupe de l'EHF 1982-1983
La Coupe de l'IHF féminine 1981-1982 est la 1re édition de la Coupe de l'IHF, compétition de clubs féminins de handball organisée pour la première fois par la Fédération internationale de handball (IHF). Cette Coupe d'Europe est la troisième dans la hiérarchie derrière la Coupe des clubs champions (C1) et les clubs vainqueurs de leur coupe nationale participent à la Coupe des vainqueurs de coupe (C2).
Disputée par seulement 11 clubs européens, la compétition est remportée par les Yougoslaves du ŽRK Trešnjevka Zagreb (hr), vainqueur en finale des Soviétiques de l'Eglė Vilnius.

## Présentation
En principe, les clubs vainqueurs de leur championnat national participent à la Coupe des clubs champions (C1) et ceux vainqueurs de leur coupe nationale participent à la Coupe des vainqueurs de coupe (C2).
Les clubs qui participent à cette compétition sont donc généralement ceux ayant terminé deuxième ou troisième de leur championnat national ou éventuellement les finalistes de leur coupe nationale.
Toutes les rencontres se déroulent en matchs aller-retour.

## Résultats

### Tour préliminaire
| Équipe 1              | Score   | Équipe 2                  | Aller   | Retour  |
| --------------------- | ------- | ------------------------- | ------- | ------- |
| Initia HC Hasselt     | 22 – 44 | TSV GutsMuths Berlin (de) | 14 – 19 | 08 – 25 |
| Racing Club de France | 32 – 34 | Kvinnliga Göteborg        | 15 – 16 | 17 – 18 |
| HV Swift Roermond     | 35 – 33 | Sverresborg IF            | 18 – 14 | 17 – 19 |

Cinq clubs sont exemptés de ce tour préliminaire.

### Quarts de finale
| Équipe 1                  | Score   | Équipe 2                   | Aller   | Retour  |
| ------------------------- | ------- | -------------------------- | ------- | ------- |
| TSV GutsMuths Berlin (de) | 27 – 34 | TSC Berlin                 | 13 – 14 | 14 – 20 |
| Eglė Vilnius              | 46 – 42 | CS Știința Bacău           | 26 – 19 | 20 – 23 |
| Kvinnliga Göteborg        | 28 – 31 | HV Swift Roermond          | 18 – 19 | 10 – 12 |
| Bakony Vegyész TC         | 40 – 44 | ŽRK Trešnjevka Zagreb (hr) | 22 – 19 | 18 – 25 |

### Demi-finales
| Équipe 1          | Score   | Équipe 2                   | Aller   | Retour  |
| ----------------- | ------- | -------------------------- | ------- | ------- |
| TSC Berlin        | 33 – 38 | ŽRK Trešnjevka Zagreb (hr) | 20 – 18 | 13 – 20 |
| HV Swift Roermond | 38 – 50 | Eglė Vilnius               | 18 – 23 | 20 – 27 |

### Finale
Les finales se sont déroulées le 2 mai 1982 dans la Dom Sportova de Zagreb puis le 7 mai 1982 à Vilnius :
| Équipe 1                   | Score   | Équipe 2     | Aller   | Retour  |
| -------------------------- | ------- | ------------ | ------- | ------- |
| ŽRK Trešnjevka Zagreb (hr) | 47 – 46 | Eglė Vilnius | 30 – 27 | 17 – 19 |

## Les championnes d'Europe
| Championne d'Europe - Coupe de l'IHF 1981-1982 ŽRK Trešnjevka Zagreb (hr) 1er titre |

Parmi les joueuses du ŽRK Trešnjevka Zagreb (hr), on trouve Biserka Višnjić, qui aurait terminé meilleure buteuse, Mirjana Ognjenović et la gardienne de but Jasna Ptujec (en). Le club était alors entraîné par Vilim Tičić (hr).